# 1526 w literaturze
Wydarzenia literackie w 1526 roku.

## Nowe poezje
- Teofilo Folengo, Orlandino